# Tour de Californie féminin
Le Tour de Californie féminin (nom local : Amgen Tour of California Women’s Race) est une course cycliste féminine par étapes qui se tient aux États-Unis au mois de mai. Elle est sponsorisée par l'entreprise d'industrie des biotechnologies Amgen.
Depuis 2008, un critérium est organisé au niveau national en parallèle de la course masculine. Ce n'est qu'en 2015, qu'une course à étapes dédiée est créée. Elle intègre le programme officiel de l'UCI au niveau 2.1. En 2015, un contre-la-montre séparé est organisé une semaine après le Tour avec le même nom. Il est classé en 1.1. En 2016, il intègre l'UCI World Tour féminin.

## Palmarès

### Tour de Californie
| Année | Vainqueur            | Deuxième          | Troisième            |
| ----- | -------------------- | ----------------- | -------------------- |
| 2015  | Trixi Worrack        | Leah Kirchmann    | Lauren Komanski      |
| 2016  | Megan Guarnier       | Kristin Armstrong | Evelyn Stevens       |
| 2017  | Anna van der Breggen | Katie Hall        | Arlenis Sierra       |
| 2018  | Katie Hall           | Tayler Wiles      | Katarzyna Niewiadoma |
| 2019  | Anna van der Breggen | Katie Hall        | Ashleigh Moolman     |

### Contre-la-montre du Tour de Californie
| Année | Vainqueur      | Deuxième        | Troisième         |
| ----- | -------------- | --------------- | ----------------- |
| 2015  | Evelyn Stevens | Lauren Stephens | Kristin Armstrong |